# Zuiderzeehaven
De Zuiderzeehaven is een in 2008 aan de monding van de IJssel in de Nederlandse gemeente Kampen aangelegde industriehaven met 50 hectare bedrijventerrein. De haven heeft een diepte van 4,7 meter en is daardoor geschikt voor grote coasters.
Er vestigen zich vooral overslagbedrijven, waaronder een containerterminal met een verbinding naar de havens van Rotterdam. De Finse multinational Wärtsilä bouwde hier een magazijn voor de wereldwijde distributie van onderdelen waar ca. 150 mensen werken. De haven ligt dicht bij rijksweg 50 en de spoorlijn Lelystad-Zwolle.